# Dundaga
Dundaga (în letonă Dūoņig) este un sat din Curlanda, Letonia. În 2009, satul a devenit centrul administrativ al municipalității Dundaga. 
Dundaga este cunoscut pentru castelul său, construit de Arhiepiscopia Riga la sfârșitul secolului al XIII-lea. Din secolul al XVI-lea și până în 1918, Castelul Dundaga (înainte Dundagen) a fost centrul celei mai mari proprietăți private din Curlanda, aparținând baronului Osten-Sacken (în rusă Остен-Сакен), o importantă dinastie nobilă locală baltico-germană.